# Инь ян цзя

Символ универсальности и гармонии дуализма сил Инь-Ян

Инь ян цзя (阴阳家, пиньинь: yīn yáng jiā) — философская школа древнего Китая, специализировавшаяся в натурфилософско-космологических и оккультно-нумерологических вопросах. Школа Тёмного (Инь) и Светлого (Ян) начал. Последователи этой школы пытались дать интерпретацию событий исключительно в понятиях природных сил, поэтому она обычно трактуется как натурфилософская.
Идеи школы инь-ян легли в основу традиционной духовной культуры и науки Древнего Китая. На основе астрономических расчётов составлялись календари, правильность которых имела огромное значение не только для сельского хозяйства, но и считалась «заботой Сына Неба и его советников». Изучение небесных явлений имело огромное значение для древнекитайской медицины, сочетающей в себе элементы космологии, биоритмологии и климатологии. Позднее идеи школы инь-ян широко использовались в неоконфуцианстве и религиозном даосизме.

## Суть учения
Центральная концепция Инь ян цзя — универсальность дуализма сил Инь-Ян и цикличность взаимодействий порождённых ими Пяти Элементов: Металла, Дерева, Воды, Огня и Земли. В этой концепции рассматривалось всё развитие Мира: «Это искусство возникает из обращения пяти сил [пяти элементов], и если его расширить до самых далёких пределов, не будет ничего, чего бы оно не достигло».
Пространственные, временные и другие характеристики вещей и явлений соединяются в группы по пять и соотносятся с определёнными элементами. Таким образом, весь мир пребывает в гармонии. Если же происходит нарушение в какой-то из этих групп, весь механизм мира оказывается в состоянии дисгармонии.
Могут составлять и более сложные структуры, которые также функционируют по «наставлениям и приказам»: «Ведь (у последователей школы) Тёмного и Светлого начал на каждый случай есть наставления и приказы — (и по поводу) четырёх времён года, (и по поводу) восьми сторон света, соответствующих (положениям восьми) триграмм, (и по поводу) двенадцати знаков зодиака, (и по поводу) двадцати четырёх периодов года».

### Отличия от западной философии
- цельное (холическое) восприятие вместо аналитического;
- цикличность процессов вместо их статичности, линейности.

## История возникновения и развития
Время существования школы Инь-Ян — V—III вв. до н. э. По словам Джозефа Нидэма, есть много свидетельств, что ни по числу авторов, ни по числу сочинений эта школа не уступала, например, таким философским школам древнего Китая, как мо цзя или мин цзя. Однако до настоящего времени не сохранилось ни одного сколько-нибудь развёрнутого текста этой школы. О её идеях можно судить лишь по их фрагментарному изложению в «Ши цзи» (наиболее полная информация), «Чжоу и», «Люй-ши чунь цю» («Вёсны и Осени господина Люя») и некоторых других памятниках.
Предполагают, что до середины 1-го тыс. до н. э. концепции «Инь-Ян» и «Пяти Элементов» развивались в раздельных оккультных традициях — «небесной» (астрономо-астрологической) и «земной» (мантико-хозяйственной). Фрагменты этих учений можно встретить в таких древних текстах, как «И цзин», «Го юй», «Люй-ши Чунь Цю».
Во 2-й половине 1-го тыс. до н. э., судя по фрагментарным упоминаниям в древних текстах, известный представитель этой школы Цзоу Янь соединил концепцию «Инь—Ян» с учением о «Пяти Стихиях», наделив последние моральными качествами («пятью добродетелями» — у-дэ). Тем самым цикличность «Пяти Элементов» распространилась и на исторические процессы, определяя этапы расцвета и упадка правящих династий.
Впервые как единое учение, охватывающее все стороны универсума, концепции «Инь-Ян» и «Пяти Элементов» представлены в философии конфуцианца Дун Чжуншу, который развил и систематизировал таким образом онтолого-космологический и методологический базис конфуцианства.
В дальнейшем натурфилософские концепции школы Инь-Ян нашли продолжение в конфуцианской «школе текстов новых письмен» (Цзин сюэ) и неоконфуцианстве, а религиозно-оккультный — в деятельности китайских гадателей, прорицателей, магов, алхимиков и целителей.
Главным представителем этой школы считается Цзоу Янь. Также к представителям этой школы относят Цзы-вэя (историк и астроном-астролог VI—V вв. до н. э.), полумифического Жунчэн-цзы, Чжана Цана (III—II вв. до н. э.). Имеются упоминания, что Конфуций также занимался проблемами календаря.